# Souvrství Ferris

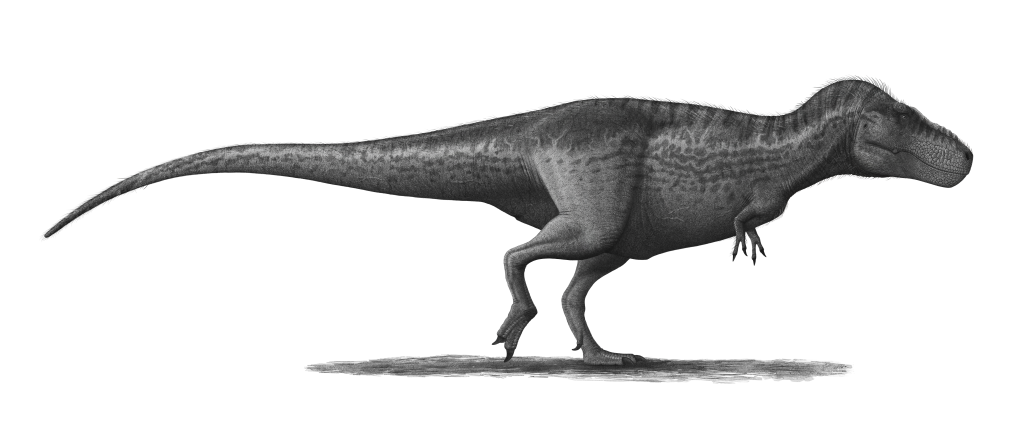
Tyrannosaurus rex, jeden z dinosaurů, jejichž fosilie byly objeveny v sedimentech souvrství Ferris.

Geologické souvrství Ferris zahrnuje sedimenty z období nejpozdnější křídy a nejmladšího kenozoika (paleocénu) na území západu Spojených států amerických (stát Wyoming). Usazeniny tohoto souvrství vznikaly v době asi před 66 až 63 miliony let, tedy od úplného konce křídové periody (geologický stupeň pozdní maastricht) až po začátek paleogénu.

## Charakteristika
Souvrství bylo poprvé definováno geologem C. F. Bowenem roku 1918, kdy byla také ustavena jeho typová lokalita. Mocnost sedimentů tohoto souvrství dosahuje asi 600 až 2000 metrů. Nejčastějším typem horniny je zde jílovec a pískovec. Kromě fosilií dinosaurů zde byly objeveny také početné sladkovodní zkameněliny ryb, obojživelníků, nedinosauřích plazů (želv, ještěrů a krokodýlovitých plazů) a četných savců. Početné jsou také palynomorfy (fosilní pylová zrna), která poukazují na značnou druhovou pestrost tehdejší flóry.

## Přítomné rody dinosaurů

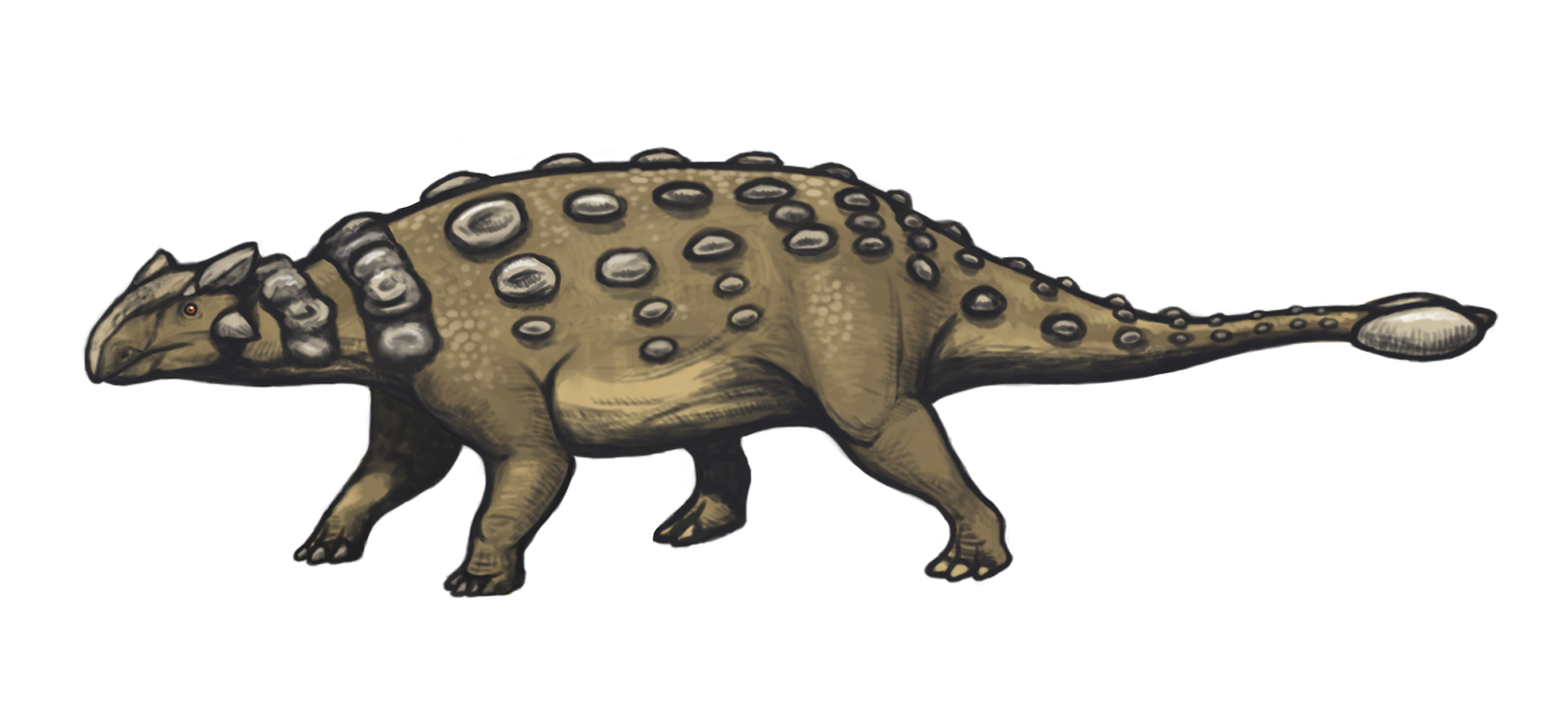
Ankylosaurus - jeden z dinosaurů, objevených v sedimentech souvrství Ferris.

### Teropodi
- Ornithomimus sp.
- Tyrannosaurus rex[6]

### Ankylosauři
- Ankylosaurus sp.
- Nodosauridae indet.

### Marginocefalové
- Ceratopsidae indet.
- Stygimoloch spinifer[7]
- Triceratops sp.

### Ornitopodi
- Thescelosaurus sp.[8]